# 沪港银行历史展览馆

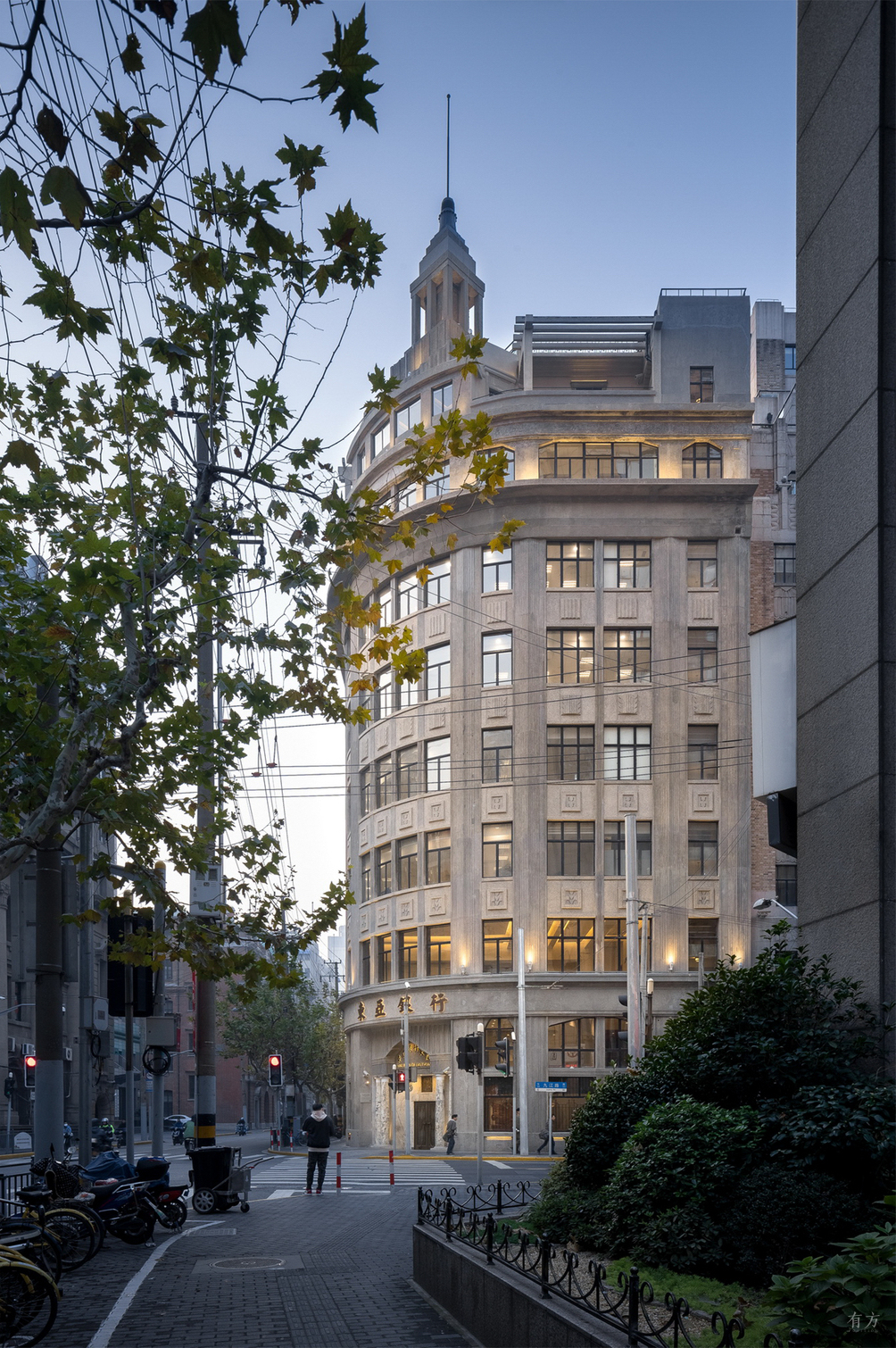
东亚银行大厦

沪港银行历史展览馆（英語：Shanghai and Hong Kong Museum of Banking History）是一座位于上海的银行博物馆。其所在的東亞大樓是上海市的一座歷史建築，位於黄浦区四川中路299号，修建於1926年。
這座建築是香港東亞銀行上海分行的原辦公地點，由匈牙利鴻達洋行設計，為鋼筋混凝土結構。建築外觀屬於裝飾藝術派風格。1997年，東亞大樓被列入上海市第三批優秀歷史建築名單。

## 历史
1926年，東亞大樓落成使用，並長期作爲東亞銀行上海分行使用，一直使用至2017年。
1997年，東亞大樓被列入上海市第三批優秀歷史建築名單。
2018年11月23日沪港银行历史展览馆建成开馆，由东亚银行迎接百年华诞成立。

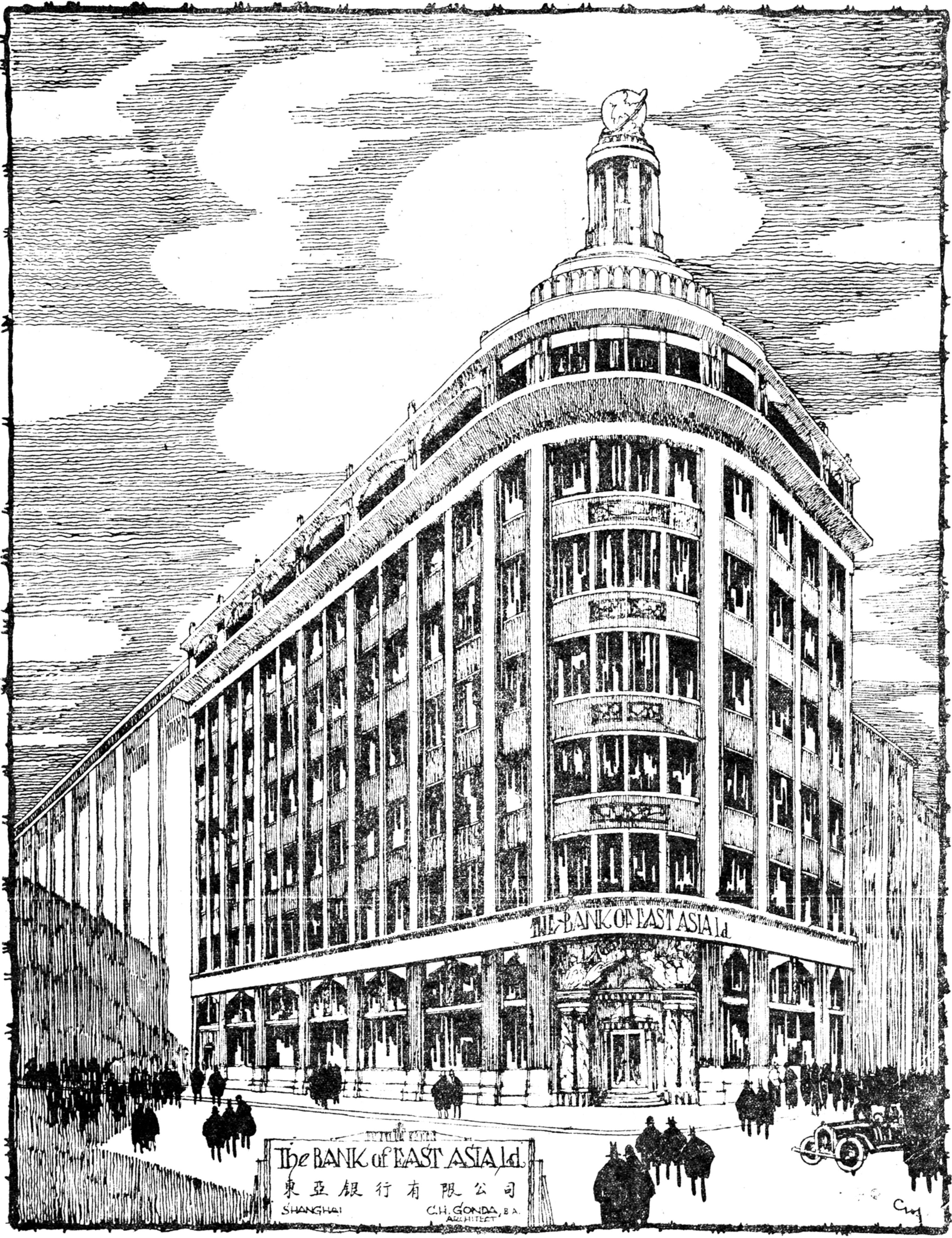
大樓設計師，鴻達（C. H. Gonda）所繪效果圖
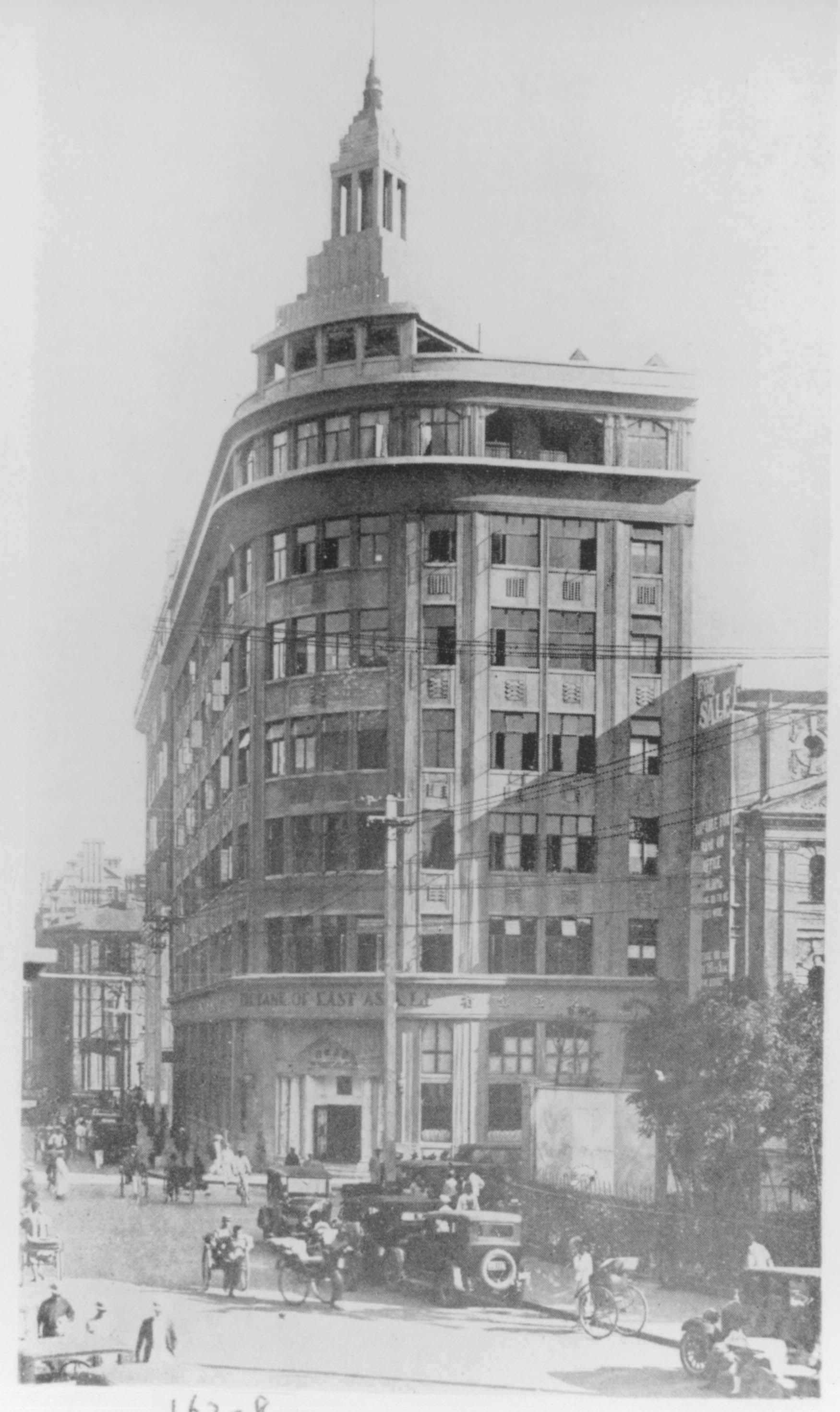
民國時期的東亞銀行上海分行

## 营业时间
- 周二、周四、周六：上午九点半至下午四点
- 周一、周三、周五、周日闭馆

## 交通
- 上海轨道交通2号线、10号线南京东路站